# Підрив Каховської ГЕС
Знищення греблі Каховської гідроелектростанції (Каховська катастрофа) — воєнний злочин та потенційно акт екоциду, здійснений армією Росії о 2:50 6 червня 2023 року під час російського вторгнення до України. Найімовірніше, греблю Каховської ГЕС було заміновано та підірвано, що призвело до її знищення. У зоні катастрофи опинилося 16 000 людей та близько 80 населених пунктів, частину з яких затопило внаслідок теракту.
Масштабна екологічна катастрофа, спричинена руйнуванням греблі, є актом екоциду в разі зумисності дій. За міжнародним законодавством є воєнним злочином, оскільки руйнування гребель прямо заборонено навіть у разі, якщо вони є військовими об'єктами[⇨].

## Передісторія
У лютому 2022 року російські окупанти захопили Каховську ГЕС та початок Північнокримського каналу. Перший тиждень вересня 2022 року з шести агрегатів ГЕС функціонували чотири, тобто станція працювала на 2/3 встановленої потужності. У серпні 2022 року оперативне командування Південь повідомило, що після точкових ударів ЗСУ міст на Каховській ГЕС стало неможливо використовувати.
Інформація про можливий підрив Каховської гідроелектростанції почала з'являтися в ЗМІ восени 2022 року. Обидві сторони звинувачували один одного у підготовці диверсії. Інститут вивчення війни (ISW) повідомляв, що підривом греблі російські війська можуть прикрити свій відступ з правого берега Дніпра і Херсона, а також звинуватити в цьому Україну. Пізніше після відступу російських військ з Херсона з'явилися повідомлення про пошкодження автомобільного та залізничного мостів над дамбою Каховської ГЕС. Крім того, за тиждень до теракту уряд Росії прийняв постанову, яка дозволяє не розслідувати аварії на небезпечних об'єктах, що сталися внаслідок бойових дій, зокрема терактів.
Експерти сходилися на думці, що при руйнуванні дамби Каховської ГЕС переважно буде затоплено лівий берег Дніпра. Також буде затоплено або підтоплено близько 80 населених пунктів (зокрема, частина міста Херсон), які лежать нижче за течією. Додатково повідомлялося, що руйнування дамби може призвести до зниження рівня води в Каховському водосховищі, що, своєю чергою, призведе до проблем з охолодженням Запорізької АЕС.

## Перебіг подій

Супутникові знімки Сентінел-2 наслідків руйнування греблі Каховського водосховища, яку Росія захопила і контролювала після свого вторгнення в Україну від 24 лютого 2022 року.

6 червня о 2:35 та 2:54 ночі сейсмічні датчики в Україні та Румунії виявили ознаки потужних вибухів. А супутники-розвідники США, оснащені інфрачервоними датчиками, зафіксували ознаки тепла, що відповідали сильному вибуху в районі греблі Каховського водосховища. Вранці того ж дня згідно офіційного повідомлення Оперативного командування «Південь» ЗСУ стало відомо про техногенну катастрофу на Каховській ГЕС. Очевидці чули потужні вибухи о 2:15 та 3:00 в районі гідроелектростанції, заміри рівня води Каховського водосховища, який опустився нижче верхньої межі бетонного фундаменту, дали підставу стверджувати про пошкодження Каховської ГЕС вибухом всередині основи, вчиненим російськими військами, які її захопили і контролювали після вторгнення в Україну з 24 лютого 2022 року. Оскільки дамбу збудували за радянських часів, Росія мала інженерні креслення споруди та знала про найуразливіші її місця, а фундамент греблі був розроблений таким чином, щоб витримати практично будь-який зовнішній вплив, то дійшли висновку, що причиною обвалення частини бетонної конструкції став заряд вибухівки, закладений у коридорі для обслуговування або тунелі, який проходить крізь фундамент, а інші секції зруйнувало силою води з водосховища. Адже шлюзи, які контролювали випуск води через дамбу, не були переміщені з лютого 2023 року, унаслідок чого рівень води Каховського водосховища в травні досяг 30-річного максимуму та є підтвердженням, що окупанти планували підрив гідроелектростанції давно та мали за мету створення якомога більш руйнівної хвилі й затоплення найбільшої площі території. Тоді ж російські джерела поширювали фейкову пропаганду щодо знищення її «внаслідок удару ЗСУ». Вибух стався близько 2:50 ночі за місцевим часом (UTC+3). За даними «Укргідроенерго», підрив відбувся у машинній залі електростанції, відновленню вона вже не підлягає. Як повідомила речниця ОК «Південь» Наталія Гуменюк, характер пошкоджень доводить, що підрив відбувся зсередини, і спростовує твердження російської пропаганди про «ракетний удар ЗСУ».
О 06:45, голова Херсонської ОВА Олександр Прокудін виступив із заявою, де зазначив, що через 5 годин вода досягне критичного рівня. Також, він закликав людей збирати речі та чекати на евакуацію.
О 8 годині Херсонська міська рада повідомила про знеструмлення мікрорайону Корабел через загрозу затоплення, також повідомивши про відключення газопостачання. А вже приблизно 9-ї години його почало затоплювати.
У Кривому Розі провели екстрену нараду щодо водопостачання міста. Рівень води у Каховському водосховищі почав стрімко падати, приблизно 15 см за годину. 6 червня увечері президент Зеленський скликав екстрене засідання РНБО.
Окупаційний очільник Нової Каховки Володимир Леонтьєв заявив, що підрив ГЕС може призвести до проблем із постачанням води до Криму.
На офіційній сторінці ДП «Енергоатом» зниження рівня води назвали додатковою загрозою для Запорізької АЕС. Також зазначили, що «станом на 8:00 ранку рівень води становить 16,6 метра, і цього достатньо для потреб станції». Також, МАГАТЕ підтвердили, що для АЕС немає безпосередньої загрози.
Близько 10-ї години Офіс генпрокурора повідомив про порушення кримінальної справи за фактами екоциду та порушення законів та звичаїв війни.
Зранку в Новій Каховці були підтоплені зоопарк «Казкова діброва», літній театр, пам'ятник Шевченку, кав'ярня, дитячий майданчик у місті, човнова станція, яхт-клуб. Також він повідомив про підхід води до Дніпровського проспекту, про нестабільну роботу мережі Інтернет у місті. На його думку, росіяни «глушать зв'язок» з метою залишити містян в інформаційному вакуумі.
«Київводоканал» повідомив, що підрив ГЕС не торкнеться водопостачання в Києві та заявив, що гідротехнічні споруди працюють у штатному режимі та ситуація є стабільною.
7 червня 2023 року спостерігалося підвищення рівня води з моменту аварії приблизно на 5 метрів на посту Херсон. У Нікополі (вище зруйнованої дамби) фіксується зниження води до 2,2 метра.

За попереднім прогнозом «Укргідроенерго», очікується, що вода з Каховського водосховища повністю зійде у пониззя Дніпра до 12 червня 2023. Ідеться про об'єм води 18,2 км3.
|                                                                    | Каховське водосховище спустошиться дуже швидко. Це оголене дно з мулом і загибель сотень видів рослин та тварин. Це потягне за собою нестачу питної води та посуху на всьому півдні, який забезпечувався водою саме з Каховської ГЕС. Це розмиті скотомогильники, кладовища, поховання, які опиняться у поверхневих водах у низині Дніпра |
| — голова Національного екологічного центру України Руслан Гаврилюк | |

8 червня 2023 року Зеленський прибув на Херсонщину. Рівень води в Каховському водосховищі на вечір становив 12,5 м — це нижче за так звану «мертву точку», нижче якої водозабір неможливий, половина станції перебувала під водою, друга половина — на 70 %. Також під водою та розмивається земляна вставка між шлюзом і станцією.
9 червня 2023 року Каховське водосховище продовжувало міліти, загалом спад води сягнув 4,7 метра. Станом на ранок рівень водосховища в районі Нікополя становила 11,74 м. Щосекунди з водосховища витікало близько 40 тисяч кубометрів води.
10 червня 2023 року рівень води в районі Нікополя знизився до 10,42 м, а у ставку-охолоджувачі Запорізької АЕС — 16,67 м, і цього достатньо для забезпечення потреб станції, запевнили в Енергоатомі.
Станом на ранок 11 червня рівень Каховського водосховища в районі Нікополя становив 9,35 м. За добу рівень води знизився на понад метр, а від моменту підриву більше ніж на 7 метрів.

### Виконавці
Партизанський рух «Атеш» опублікував імена рашистів, підозрюваних у теракті. Партизани заявили, що до теракту причетні військовослужбовці 1-го батальйону 205-ї мотострілецької бригади ЗС РФ.
Голова РНБО України Олексій Данілов підтвердив, що вважає виконавцями злочину саме 205 омсбр ЗС РФ.
28 червня 2023 року журналісти ідентифікували солдат РФ, які контролювали Каховську ГЕС в момент підриву. З посиланням на розслідування проекту «Схеми» та агенції «Слідство.Інфо».
Так вдалось ідентифікувати 35-річного Арсена Піцхелаурі з позивним «Грузин», він залишався в Новій Каховці разом із іншими військовими 205-ї ОМСБр. Від них же стало відомо, що після руйнування греблі «Грузина» викликали в Росію на нагородження.
Журналістам також вдалось ідентифікувати нагородженого у грудні 2022 року "Орденом «За отвагу» сержанта інженерно-саперного батальйону 205 ОМСБр Руслана Магомедова. Нагороджував його заступник командира 205-ї бригади з позивним «Полігон», теж ідентифікований журналістами. Це 36-річний майор Денис Міщенко. Відповідно до отриманого документів, командиром 205 бригади вже був полковник Роман Тітов. За даними ГУР 205-ї бригада на момент підриву мала у складі 38 солдат.
5 квітня 2024 року в мережі, майже через 10 місяців після підриву, російські Telegram-канали вперше опублікували відео руйнування Каховської ГЕС в перші хвилини після підриву окупантами.

### Фіксація приладами
- Фізик Річард Кордаро зафіксував імовірний вибух, що стався близько 2:50 поблизу Нової Каховки на магнітометрі у Бухаресті. Він також зауважив, що Центрально-Східноєвропейська інфразвукова мережа (CEEIN — Central and Eastern European Infrasound Network) також підтвердила інфразвукове виявлення вибуху на ГЕС. Реєстрація відбулася в районі Буковини. І вона, за словами фізика, «узгоджується з 30-хвилинним ходом сигналу магнітної аномалії»[61][62].
- Супутники США з інфрачервоними датчиками зафіксували тепловий спалах, що відповідає сильному вибуху, незадовго до зруйнування греблі[63].
- Аналіз норвезької групи NORSAR, яка відстежує сейсмічні мережі у Європі, показує, що магнітуда події (вибуху) становила від 1 до 2 балів. За їхніми даними, це сталося 6 червня о 2:54 за київським часом у районі Каховської ГЕС. Це є незалежним доказом, що гребля була підірвана, а не впала через перенапругу та безгосподарність[64].

## Евакуація
6 червня МВС України заявили про евакуацію населених пунктів Миколаївка, Ольгівка, Львове, Тягинка, Іванівка, Токарівка, Понятівка, Придніпровське, Садове, мікрорайон Херсона Корабел, який місцеві називають Острів.
Речниця оперативного командування «Південь» Наталя Гуменюк повідомила, що російська сторона також почала евакуацію, зазначивши, що лівий берег є більш небезпечним, оскільки він нижче над рівнем моря, ніж правий, а отже постраждає більше. Також, вона розцінила цю подію як акт техногенного шантажу з метою тиску на Україну.
«Укрзалізниця» призначила додаткові потяги для евакуації мешканців територій, які можуть бути підтоплені. Перший поїзд вирушить з Херсона о 12:00.
Станом на 7 червня 2023 року було евакуйовано 1700 осіб.
Станом на середину дня 7 червня підтоплено 29 населених пунктів, з них 19 — на підконтрольній Україні території.
На ранок 8 червня середній рівень підтоплення — 5,61 м. Під водою 600 км² Херсонщини, з них 32 % — правобережжя та 68 % — лівий берег. Повністю або частково затоплені Тягинка, Львове, Одрадокам'янка Бериславського району, Іванівка, Микільське, Токарівка, Понятівка, Білозерка, мікрорайон Острів у Херсоні. Вдалося евакуювати 2198 людей. Під час евакуації російські військові обстріляли Херсон, поранено 9 людей.
На ранок 11 червня незважаючи на обстріли зі сторони російських військ із території Херсонської області вдалось евакуювати 2678 людей.
19 червня 2023 року Уряд РФ відхилив звернення ООН із проханням надати представникам гуманітарної місії організації доступ на окуповані ЗС РФ території Херсонської області, які постраждали від повені після руйнування греблі Каховської ГЕС.

## Наслідки
Сума прямих збитків, спричинених підривом Каховської ГЕС, складає щонайменше $2 млрд. Йдеться про втрати житлово-комунального сектора, енергетики, сільського господарства, транспорту, екології, промисловості. Такі дані наведено у першому аналізі, здійсненому фахівцями KSE Institute — аналітичного підрозділу Київської школи економіки, у співпраці з Офісом Президента України, Мінекономіки та Мінінфраструктури. Міністерство довкілля оголосило що сума прямих збитків становить близько $14 млрд.

### Людські втрати
Станом на 20 липня 2023 року, в результаті підриву росіянами Каховської ГЕС і подальших руйнувань та затоплень, загинула 31 людина. Про це в інтерв'ю «Радіо Свобода» повідомив міністр МВС України Ігор Клименко. «Що стосується загиблих: у нас на сьогодні загиблих 31 особа. 29 — це Херсонська область і два громадянина загинули в Миколаївській області» — повідомив він.
На тимчасово окупованій території (ТОТ): у розслідуванні Ассошіейтед Прес (AP) зазначається, що російська влада відмовилася давати коментарі виданню АР для розслідування, проте заявила, що внаслідок повені 59 людей втопилися. В той же час розслідування показало, що російська окупаційна влада значно та навмисно занизила кількість загиблих на тимчасово захоплених територіях України внаслідок підриву Каховської ГЕС 6 червня 2023 року.

### Воєнні наслідки
Внаслідок затоплення, ймовірно, зруйновано оборонні лінії росіян на Херсонщині. Втім, масштаб руйнувань невідомий.
Втрата наступальних можливостей Сил безпеки і оборони України невідома, але командувач Об'єднаних сил Сергій Наєв заявив, що затоплення не вплине на контрнаступ.
Велику загрозу представляють змиті мінні поля. Міни вкриваються мулом, що ускладнює їхнє виявлення.

### Водопостачання
Передбачається, що виникне проблема з водопостачанням Криму, від якого залежить півострів. Рівень води в Північнокримському каналі одразу почав знижуватись. Утім, повідомляють, що росіяни наповнили водосховища, тому проблем з водопостачанням у найближчий час після руйнування греблі не буде.
Водосховище було джерелом води для багатьох населених пунктів Херсонської, Запорізької та Дніпропетровської областей. Зокрема, з проблемами з водопостачанням почали швидко стикатись мешканці Кривого Рогу, Марганця, Покрова і Нікополя. Розглядається можливість побудови нових водогонів та свердловин для постраждалих регіонів. За словами заступника генсека ООН із гуманітарних питань Мартіна Гріффітса, 700 тисяч українців залишаться без доступу до питної води, також це призведе до зниження врожаїв і здорожчання харчів у світі, що загрожує мільйонам людей у світі.
Гендиректор Укргідроенерго Ігор Сирота повідомив, що внаслідок підриву окупантами греблі Каховської ГЕС Україна втратила 35—40 % запасів питної води, яку могла б споживати упродовж року.

### Довкілля
Точні екологічні наслідки поки спрогнозувати важко, але руйнування греблі, очевидно, вже призвело до екологічної катастрофи. Затоплення загрожує трьом природоохоронним паркам: «Нижньодніпровський», «Кам'янська Січ», «Білобережжя Святослава» Чорноморському біосферному заповіднику, який охороняє ЮНЕСКО. Ці території мають статус водно-болотних угідь міжнародного значення, які охороняють Рамсарська та Бернська конвенції.
Можливі проблеми з забрудненням акваторії Дніпра паливними продуктами станції.
|                                                          | І в турбінах, і у трансформаторах Каховської ГЕС зберігалося 450 тонн мастила. Яка кількість мастила вилилася ми точно не знаємо, але розуміємо, що це більше 150 тонн. Воно десь осідає по течії, бо великий промив, а зрештою опиниться в Чорному морі |
| — генеральний директор ПрАТ "Укргідроенерго" Ігор Сирота | |

Зоопарк «Казкова діброва» в окупованій Новій Каховці повністю затоплено. Врятувалися лише лебеді та качки.
Затоплення прибережних територій знищило врожаї, переважно овочевих культур.
Затоплено єдиний в Україні державний завод осетрових риб «Виробничо-експериментальний Дніпровський осетровий рибовідтворювальний завод імені академіка С. Т. Артющика», який працював з 1984 року.
На початку 2024 року, українські вчені підрахували екологічні збитки після катастрофи на Каховській ГЕС.

### Енергетика

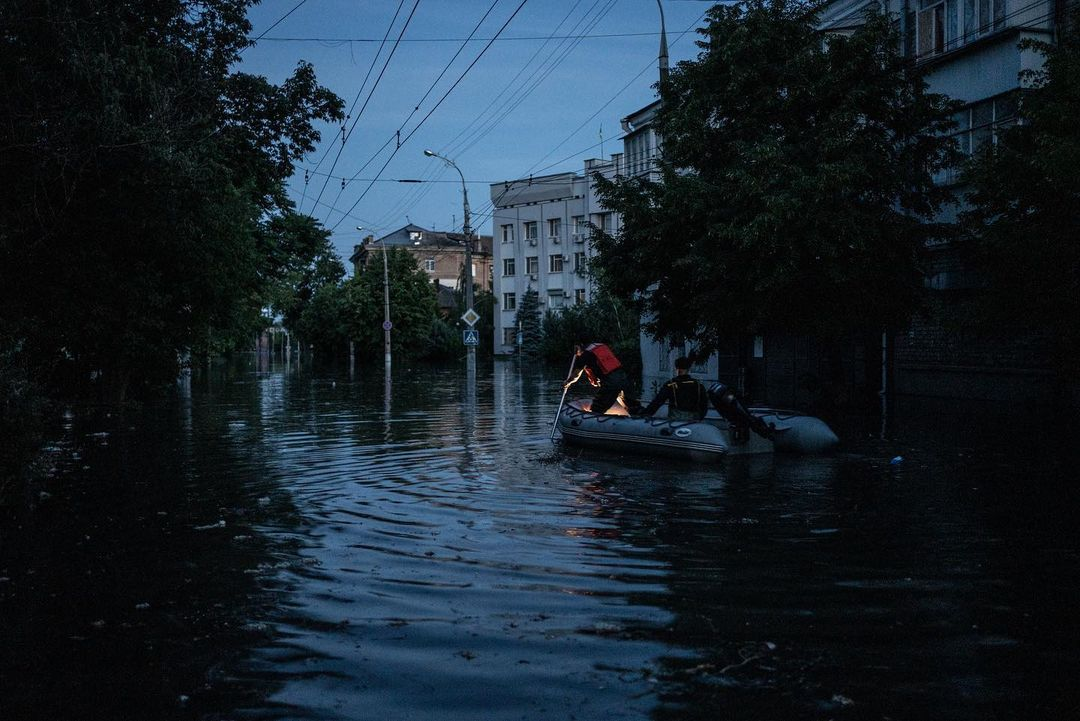
Підтоплення у місті Херсон, яке відбулось у результаті підриву росіянами Каховської дамби

За даними «Енергоатома», підрив Каховської ГЕС може мати негативні наслідки для Запорізької АЕС. Ставки-охолоджувачі для реакторів ЗАЕС беруть воду для охолодження саме з Каховського водосховища, що буде якщо рівень води зменшиться до критичного, поки аналізують. Експерти «Енергоатому» та МАГАТЕ постійно моніторять ситуацію. Директор Центру досліджень енергетики Олександр Харченко вважає, що протягом 4—5 тижнів після руйнування дамби ЗАЕС ніщо не загрожує, але потрібно визначити спосіб, яким будуть підтримувати рівень води у ставках. Будова ЗАЕС передбачала ймовірність спустошення водосховища, тому для наповнення ставка можуть застосовуватись мобільні насосні станції, а також свердловини — особливо в поточних умовах, коли реактори зупинено та випаровування ставка достатньо повільне. Утім, реалізація суттєво ускладнена російською окупацією та замінованими берегами.
Повідомляють, що Каховська ГЕС з початку вторгнення не постачала енергію ні Україні, ні російським окупантам — а тому її руйнація не має вплинути на стан енергосистеми. Це було підтверджено посадовцями Укренерго та Укргідроенерго.

### Інші
Внаслідок падіння рівня води неподалік Нікополя просіло залізничне полотно, довелось скасовувати рух приміських потягів. На відновлення сполучення може знадобитись до трьох діб.

### Плани відбудови
Пресслужба ПрАТ «Укргідроенерго» повідомила, що об'єкт не підлягає відновленню.
6 червня 2023 року очільник Укргідроенерго Ігор Сирота заявив, що відбудова ГЕС розпочнеться одразу після деокупації території Херсонщини. Він оцінив тривалість відбудови в 5 років та вартість у діапазоні 0,8—1 млрд доларів США.
1 вересня 2023 року, міністр внутрішніх справ України Ігор Клименко проінформував, що Україна впоралася з основним етапом ліквідації катастрофи на Каховській ГЕС.

### Юридичні аспекти
Стаття 56 Протоколу I Женевських конвенцій забороняє зумисне руйнування споруд, які внаслідок пошкодження можуть становити довгострокову та невибіркову небезпеку, як-от греблі — навіть якщо вони є легітимними військовими цілями. Відповідно, такі дії є воєнним злочином. Крім того, у разі встановлення зумисності та усвідомлення далекосяжних наслідків російськими військами, знищення греблі може потенційно кваліфікуватись як злочин проти людства.
За словами президентка Асоціації правників України Анни Огренчук, цей злочин має стати прецедентом для затвердження поняття екоциду в міжнародному праві. Наразі руйнування екології внаслідок бойових дій регулюється загальними положеннями щодо наслідків воєнних злочинів.

### Кримінальна відповідальність
6 червня 2024 року у Службі безпеки України, яка також збирала доказову базу, зауважили, що Олегу Макаревичу повідомили про підозру за ч. 2 ст. 28 ч. 2 ст. 438 Кримінального кодексу України (порушення законів та звичаїв війни, поєднане з умисним вбивством, вчинене за попередньою змовою групою осіб). У СБУ зазначають, що цей російський воєначальник інженерно-саперної служби від 205-ї окрему мотострілецької бригади віддав наказ на підрив греблі Каховської гідроелектростанції.

## Реакції

### Україна
У офіційному телеграм-каналі президент України Володимир Зеленський заявив: «Російські терористи руйнуванням дамби Каховської ГЕС лише підтверджують для всього світу, що їх треба вигнати з кожного куточка української землі. Жодного метра не можна їм залишати, бо кожен метр вони використовують для терору. Лише перемога України поверне безпеку. І ця перемога буде».
Голова Офісу Президента України Андрій Єрмак заявив, що підрив Каховської ГЕС є актом екоциду.
Міністр закордонних справ Дмитро Кулеба заявив, що Росія спричинила найбільшу технологічну катастрофу в Європі за десятиліття та поставила під загрозу життя тисяч мирних жителів.
Голова СБУ Василь Малюк «Підірвавши греблю Каховської ГЕС, РФ остаточно довела, що є загрозою для всього цивілізованого світу. Наше завдання — притягнути до відповідальності не лише верхівку путінського режиму, але й рядових виконавців злочинів».
Голова зовнішньополітичного комітету Верховної Ради Олександр Мережко висловив невдоволення припущенням представника Китаю, що бомбардування дамби у відповідь піде на користь певній країні. Він зазначив, що Китай сам наживається на війні в Україні, купуючи російські нафту і газ зі знижкою через санкції Заходу.
На думку колишнього заступника генпрокурора Гюндуза Мамедова, Україні варто звернутися до Генерального секретаря ООН щодо порушення ENMOD і з метою створення консультативної ради, а також Міжнародного суду ООН щодо компенсації спричиненої шкоди.
20 червня 2023 року начальник ГУР Міністерства оборони України Кирило Буданов у інтерв'ю телемарафону заявив: «Ця штучна, техногенна катастрофа (підрив дамби), як акт екоциду здійснений свідомо Російською Федерацією. Всі плітки, чутки, що нібито, як це могло бути по-інакшому — не відповідає дійсності. Є прямо, багато фактів, які показують, як це відбувалося. Найцікавіше, що за пів години по радіомережі вийшли на підрозділ, що знаходився на Каховській ГЕС і сказали дуже швидко зібратися і покинути цю територію. В цей же час прибула група спеціального призначення, після чого відбулося те, що відбулося.» також Буданов додав «Є ще один, цікавий факт, що підрозділи російських окупаційних військ, які знаходились поряд насправді не знали, що ця акція (підрив ГЕС) відбудеться, і ця подія застала їх зненацька, як і всіх інших».

### Росія
Найвищі російські державні посадовці та російські ЗМІ звинуватили Україну в підриві Каховської ГЕС (так само як радянське військове керівництво звинуватило у підриві Свято-Успенської Києво-Печерської лаври та ДніпроГЕС німецьких окупантів).
Міністр оборони Росії Сергій Шойгу заявив, що «українська сторона підірвала споруди Каховської ГЕС з метою зриву атакувальних дій російської армії на ділянці, і подальшого перекидання підрозділів ЗСУ з херсонського напрямку в райони своїх наступальних дій».

### Міжнародна спільнота
У день катастрофи ООН у Twitter спершу опублікували привітання з днем російської мови, на що отримали негативну реакцію у соцмережі. Офіційний аккаунт України у відповідь повторив привітання, приклавши фотожабу, на якій зображено затоплений зал Генеральної асамблеї ООН. Пізніше, вони опублікували допис, де вказали, що цивільні не мають бути ціллю, але без згадки Каховської ГЕС.
Генеральний секретар НАТО Єнс Столтенберг сказав: «Руйнування Каховської греблі сьогодні наражає на ризик тисячі мирних жителів і завдає серйозної шкоди навколишньому середовищу. Це обурливий акт, який ще раз демонструє жорстокість війни Росії в Україні»
Міністр закордонних справ Великої Британії Джеймс Клеверлі, який на момент підриву перебував в Україні, заявив, що «єдина причина, з якої це взагалі є проблемою, полягає в неспровокованому повномасштабному вторгненні Росії».
Канцлер Німеччини Олаф Шольц назвав підрив ГЕС «новим виміром» російсько-української війни і додав, що його держава підтримуватиме Україну стільки, скільки буде потрібно.
Голова представництва Європейського Союзу в Україні Матті Маасікас: «Руйнування греблі в Новій Каховці має глибокі військові наслідки. Але також і гуманітарні, які стосуються безпосередньо десятків, якщо не сотень тисяч мирних жителів. Офіс ЄС в Україні вже почав співпрацювати з українськими та міжнародними партнерами, щоб спланувати нашу допомогу».
Координатор Ради національної безпеки Білого дому зі стратегічних комунікацій Джон Кірбі сказав, що США вивчають повідомлення про те, що могло спричинити руйнування Каховської ГЕС. Водночас він додав, що нині у США «не можуть остаточно сказати, що сталося».
Президент США Джо Байден відреагував на знищення Каховської ГЕС зі словами «Ми не залишимо. Ми допоможемо Україні».
Шведська екоактивістка Ґрета Тунберг назвала події екоцидом та закликала притягнути Росію до відповідальності.
Депутати Європейського парламенту рішуче засудили підрив греблі Каховської ГЕС і назвали ці дії воєнним злочином Росії. «Депутати засудили руйнування греблі в українській Новій Каховці, останній скоєний Росією воєнний злочин, що має отримати наслідки. Вони закликали ЄС продовжувати потужну підтримку України, запровадити нові санкції проти Росії та спрямувати мільярди заморожених фінансових активів російських олігархів на відбудову України».
Уночі з 10 на 11 червня Молдова направила гуманітарну допомогу Херсонщині через Одеську область.